# حي الأندلس (حماة)
حي الأندلس هو أحد أحياء مدينة حماة في سوريا. يقع في الجهة الغربية الجنوبية لحي البياض غربي جنوبي  مدينة حماة.
توجد فيها دار للعجزة ومسجد أبو عبيدة بن الجراح  ومسجد الشيخ محمد الحامد الذي بدأ إعادة إعماره عام 1997 بعد أن تم تدميره في أحداث حماة عام 1982، كما توجد ضمن الحي حديقة الأندلس التي تعد من أكبر حدائق حماة بالإضافة إلى مسبح وقصر الأندلس وفندق ايماتا والعيادات الشاملة والصالة الرياضية ومدرسة الصم والبكم.
أبرز العوائل التي تسكنها: عائلة أبو الفتوح العمادي، عائلة النشار، عائلة الفاخوري، عائلة لحلح، عائلة حجازي، عائلة القصاب، عائلة الشرابي، عائلة الشامي، عائلة كلاس الحلبي، عائلة الصالح، عائلة شيخ النجارين، عائلة محميد دبيس، عائلة الحلبية، عائلة المصري، عائلة الجاجة، عائلة جنيد، عائلة البني، عائلة ضاهر الحسين، عائلة محمجة (الدادا)، عائلة الياسين، عائلة كشكش، عائلة الشيخ، عائلة جمعة،عائلة شيخ الغنامة، عائلة فخري حماة